# برندا بنت
برندا بنت (انگلیسی: Brenda Benet؛ ۱۴ اوت ۱۹۴۵ – ۷ آوریل ۱۹۸۲) یک هنرپیشه اهل ایالات متحده آمریکا بود. وی بین سال‌های ۱۹۶۴ تا ۱۹۸۲ میلادی فعالیت می‌کرد.